# Malaconotus dohertyi
Malaconotus dohertyi é uma espécie de ave da família Malaconotidae.
Pode ser encontrada nos seguintes países: Burundi, República Democrática do Congo, Quénia, Ruanda e Uganda.
Os seus habitats naturais são: regiões subtropicais ou tropicais húmidas de alta altitude e matagal húmido tropical ou subtropical.